# 东七里海水库
东七里海水库是中国天津市宁河县境内的一座水库，位于潮白新河上，建于1980年。水库正常库容为2000万立方米，海拔为6米。